# Miss República Dominicana 1967
El certamen Concurso Nacional de Belleza Señorita República Dominicana fue aguantado el 3 de diciembre de 1967. Había delegadas en el concurso. La ganadora, Señorita República Dominicana o Señorita Azúcar escogida representará la República Dominicana en el Miss Universo 1967. Señorita Café fue al Miss Mundo 1967. Señorita Merengue fue a la Miss Internacional 1967. Señorita La Española fue a la Miss Hispanidad 1967. El resto de la semifinalista fueron a diferentes concursos internacionales.

## Resultados
| Resultados                         | Candidatas |
| ---------------------------------- | --- |
| Señorita República Dominicana 1967 | Santo Domingo de Guzmán, DN - Jeannette Rey García |
| Señorita Mundo                     | Distrito Nacional - Margarita Rueckschnat |
| Señorita Merengue                  | Santiago - Vivien Estrella |
| Señorita La Española               | Delta Neiba - Margarita Cury |
| Semi-finalistas                    | Duarte - Ana Araujo Espaillat - Teresita Acta La Estrelleta - Angelita Bodden La Vega - Lori Rey Monte Cristi - Martha Antonio Pedernales - Argelina Nefer Puerto Plata - Maira Fortunato Sánchez Ramírez - Milka Maldonado |

### Premios especiales
Mejor Rostro - Lori Rey (La Vega)

Miss Fotogénica - Sarah Reunaux-Flemaux (La Altagracia)

Miss Simpatia - Aída Román (Valverde)

## Candidatas
| Representa                          | Candidata                            | Oriunda                  |
| ----------------------------------- | ------------------------------------ | ------------------------ |
| Azua                                | Lourdes Evangelina Santiago Cardona  | Azua de Compostela       |
| Ciudad Santo Domingo                | Milagros Carola Mir Polanco          | Santo Domingo            |
| Anexo:Miss San Francisco de Macoris | Ana Delia Araújo Aguasvivas          | San Francisco de Macorís |
| Delta Neiba                         | Margarita Karina Cury Vásquez        | Santa Cruz de Barahona   |
| Distrito Nacional                   | Margarita Rosa Rueckschnat Schott    | Santo Domingo            |
| 'Santo Domingo de Guzmán', DN       | Jeannette Rey García                 | Santo Domingo de Guzmán  |
| Espaillat                           | Isabela del Carmen Molina Peralta    | Gaspar Hernández         |
| La Altagracia                       | Sarah Elisa Reunaux-Flemaux Rivera   | Salvaleón de Higüey      |
| La Estrelleta                       | Angelita María Bodden Tejada         | Comenador                |
| La Vega                             | Lori Magali Rey García               | Concepción de La Vega    |
| Monte Cristi                        | Martha Rosina Antonio Feliz          | Las Matas de Santa Cruz  |
| Pedernales                          | Argelina Lourel Nefer Medina         | Pedernales               |
| Peravia                             | María Catarina del Rosario Díaz      | San José de Ocoa         |
| Puerto Plata                        | Maira Zeneida Fortunato de los Reyes | Luperón                  |
| Salcedo                             | Vivien Estrella Moore Petrés         | Salcedo                  |
| Samaná                              | Ana Catalina Pulajs Nolasco          | Santa Bárbara de Samaná  |
| San Cristóbal                       | Gladys María Cruz Pichardo           | San Cristóbal            |
| San Juan                            | Ana Josefa Puello Báez               | San Juan de la Maguana   |
| San Pedro de Macorís                | Gladis Josefina Villeta Cisneros     | San Pedro de Macorís     |
| Sánchez Ramírez                     | Milka Susana Maldonado Arias         | Cotuí                    |
| Santiago                            | Vivien Susana Estrella Cevallos      | San José de las Matas    |
| Santiago Rodríguez                  | Rosa Ivelisse Cacahuate Francisco    | San Ignacio de Sabaneta  |
| Seibo                               | Altagracia Inés Abel de la Rosa      | Santa Cruz de El Seibo   |
| Valverde                            | Aída Maritza Román Quirós            | Santa Cruz de Mao        |

## Trivia
- La Provincia de Baoruco, Barahona e Independencia se combinaron para ser representadas como la Región Provincial de Delta Neiba del Río Yaque del Sur.
- Margarita Rueckschnat entró en el Miss República Dominicana Mundo 1966.